# جريكانوفسكويي (داغستان)
جريكانوفسكويي (بالروسية: Герейхановское) هي مدينة في جمهورية داغستان في روسيا. ويبلغ عدد سكانها حوالي 3331 نسمة.